# Hauptstraße 19 (Greuth)

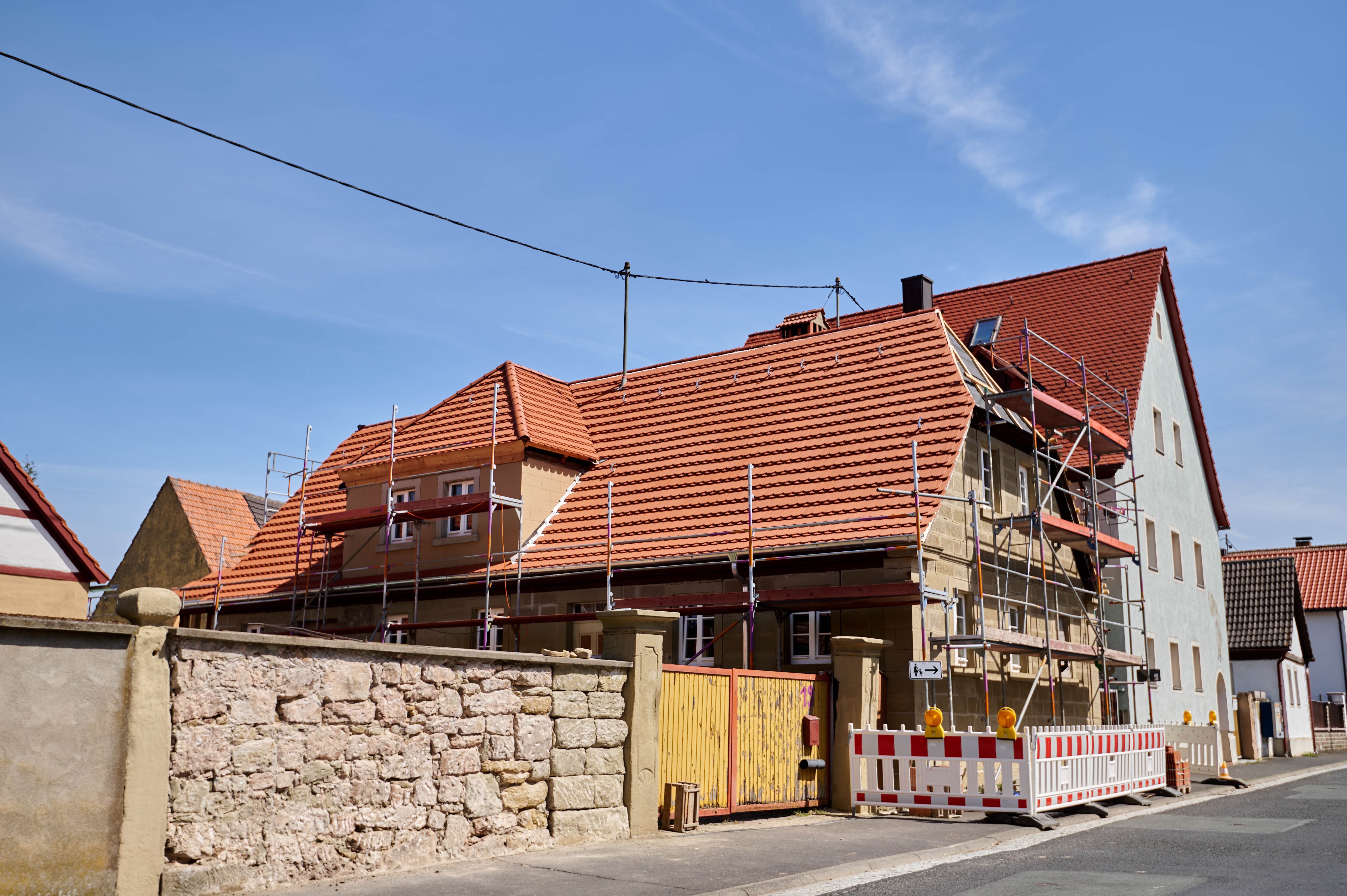
Vorderhaus Hauptstraße 19

Das Haus Hauptstraße 19 (früher Hausnummern 6, 7 und 7 ½) ist ein denkmalgeschütztes Gebäude im Casteller Gemeindeteil Greuth im unterfränkischen Landkreis Kitzingen. 

## Geschichte
Das heutige Haus besteht aus zwei ehemaligen Gehöften, die zu einem unbekannten Zeitpunkt zusammengefügt wurden. Die Bewohner beider Haushälften sind seit der Zeit um 1800 nachweisbar. Um 1800 lebte in Hausnummer 6 ein gewisser Johann Caspar Köhler junior. Das Wohnhaus mit Stall, Holzhalle und Scheune wurde 1864 neu aufgerichtet. Ein Inschriftenstein wurde mit dem Namen des Erbauers „M. Köhler 1864“ versehen. In den 1990er Jahren lebte im Haus Nr. 6 Konrad Senft. Der Hausteil verfiel in der Folgezeit.
Hausnummer 7 wurde um 1800 von der Witwe des Johannes Lößlein bewohnt. Ihr folgte ein gewisser Beyer nach, der das Haus an den Büttner Hahn verkaufte. Über die Tochter Katharina Hahn gelangte das Anwesen an Georg Senft aus Abtswind. Im Haus war ein kleiner Kaufladen untergebracht, der von Georg Senft und später seinem Sohn Fritz betrieben wurde. 1982 wurde die Landwirtschaft aufgegeben, der Laden noch einige Jahrzehnte weitergeführt. Nach 1997 stand auch dieser Hausteil für einige Zeit leer. Daneben war seit dem Jahr 1977 das Hinterhaus ausgebaut worden, wo ebenfalls eine Wohnung untergebracht war. Es brannte 1979 ab und wurde 1981 abgerissen.

## Beschreibung
Das Haus wird vom Bayerischen Landesamt für Denkmalpflege als Baudenkmal eingeordnet. Es präsentiert sich als eingeschossiger Bau, der giebelständig zur Hauptstraße hin errichtet wurde. Das Anwesen entstand aus Sandsteinquadern. Im Kern geht der Bau bereits auf das beginnende 19. Jahrhundert zurück und wurde 1858 neu aufgebaut. Einige Elemente der Fassadengestaltung weisen auf repräsentative Ansprüche der ehemaligen Besitzer hin: So besitzt das Haus Eckpilaster und ein Giebelgesims. Eine Gaube wurde in späterer Zeit angefügt. 